# 오규원
오규원(吳圭原, 본명: 오규옥, 본명 한자: 吳圭沃, 1941년 12월 29일 ~ 2007년 2월 2일)은 대한민국의 시인이자 교육자이다. 경남 밀양 삼랑진에서 출생하였으며, 부산사범학교를 거쳐 동아대학교 법학과를 졸업했다. 1965년 《현대문학》에 <겨울 나그네>가 초회 추천되고, 1968년 <몇 개의 현상>이 추천 완료되어 등단하였다. 시집으로 《순례》,《사랑의 기교》,《이 땅에 씌어지는 서정시》,《사랑의 감옥》 등이 있다. 서울예술대학 문예창작과 교수를 역임하였으며, 신경숙, 장석남, 하성란 등 제자 문인 46명이 그와의 추억과 인연을 회고한 ‘문학을 꿈꾸는 시절’(2002)을 회갑 기념문집으로 냈다.
2008년에는 시인의 1주기에 맞춰 유고시집 《두두》가 출간되었다.

## 수상
- 1982년 제27회 「현대문학상」
- 1989년 제3회 「연암문학상」
- 1995년 제7회 「이산문학상」
- 2003년 제35회 「대한민국문화예술상」(문학부문)

## 저서

### 시집
- 《분명한 사건》(한림출판사, 1971) : 재판(문학동네, 1997)
- 《순례》(민음사, 1973)
- 《왕자가 아닌 한 아이에게》(문학과지성사, 1978)
- 《이 땅에 씌어지는 抒情詩》(문학과지성사, 1981)
- 《희망 만들며 살기》(지식산업사, 1985)
- 《가끔은 주목받는 生이고 싶다》(문학과지성사, 1987)
- 《사랑의 감옥》(문학과지성사, 1991)
- 《길, 골목, 호텔 그리고 강물소리》(문학과지성사, 1995)
- 《토마토는 붉다 아니 달콤하다》(문학과지성사, 1999)
- 《새와 나무와 새똥 그리고 돌멩이》(문학과지성사, 2005)
- 《두두》(문학과지성사, 2008) : 유고시집

### 시전집
- 《오규원 시 전집》(문학과지성사, 2002) 전2권

### 시선집
- 《사랑의 기교》(민음사, 1975)
- 《한 잎의 여자》(문학과지성사, 1998)

### 동시집
- 《나무 속의 자동차》(민음사, 1995)

### 시론집
- 《현실과 극기》(문학과지성사, 1976)
- 《언어와 삶》(문학과지성사, 1983)
- 《날이미지와 시》(문학과지성사, 2005)

### 창작이론집
- 《현대시작법》(문학과지성사, 1990)

### 산문집
- 《아름다운 것은 지상에 잠시만 머문다》(문학사상사, 1987)
- 《가슴이 붉은 딱새》(문학동네, 1996)

## 참고 자료
- 이 문서에는 다음커뮤니케이션(현 카카오)에서 GFDL 또는 CC-SA 라이선스로 배포한 글로벌 세계대백과사전의 내용을 기초로 작성된 글이 포함되어 있습니다.